# Долеман (остров)
Долеман (на английски: Dolleman Island) е остров в западна част на море Уедъл, попадащо в акваторията на Атлантическия сектор на Южния океан. Разположен е на 15 km източно от нос Богс на Антарктическия полуостров (Бряг Блек на Земя Палмър), като е „циментиран“ в южната част на шелфовия ледник Ларсен. Дължина от север на юг 24 km..
Островът е открит и топографски заснет през 1940 г. от полева група на източния отряд на американската антарктическа експедиция 1939 – 41 г., възглавявана от Ричард Бърд и е наименуван в чест на Хенри Долеман (1905 – 1990), дресьор на кучета, отговарящ за кучешките впрягове използвани частично от експедицията.